# Xian de Pingquan
Le xian de Pingquan (平泉县 ; pinyin : Píngquán Xiàn) est un district administratif de la province du Hebei en Chine. Il est placé sous la juridiction de la ville-préfecture de Chengde.

## Démographie
La population du district était de 470 000 habitants en 2006.